# Mulato (cacique)
Mulato fue el seudónimo de un cacique indígena borogano cuyo nombre original se desconoce, que actuó en la Argentina en el primer tercio del siglo XIX.

## Biografía
Era hijo del cacique chileno Melillán Painemal, que participó en la guerra a muerte, alternativamente en el bando realista y luego en el patriota. Era tío del cacique Mariano Rondeau. Él también luchó en la Guerra a Muerte, en el bando realista y posiblemente en 1824 cruzó la Cordillera de los Andes con sus indios de lanza y sus familias para pasar a la Argentina.
En septiembre de 1826 dirigió un malón sobre Dolores (Buenos Aires) y la laguna Kakel Huincul, por lo que el coronel Gregorio Morel salió a su encuentro; pero fue interceptado en Los Toldos Viejos por el propio Mulato, que les causó un importante número de bajas. Las tropas quedaron a órdenes del coronel Federico Rauch, que partió a su encuentro, secundado por Ambrosio Crámer y logró atacar sus toldos. El parte oficial de Crámer afirma que mató a doscientos indios de combate y cuatro caciques, entre ellos a Mulato. Rauch secuestró también varios cientos de mujeres y niños, entre ellos a la mujer de Mulato.
Tras la derrota se dirigió a la provincia de Mendoza y se puso a órdenes de los Pincheira, asaltando varios lugares en la provincia cuyana. En 1832, el coronel chileno Manuel Bulnes hizo una incursión a la zona de Malargüe y Varvarco, donde logró matar a varios de los jefes pincheirinos, entre ellos a los caciques Coleto, Neculmán y Trocomán.
Al año siguiente, Mulato informó a un oficial del ejército de la provincia de Buenos Aires que hacía ya tres años que se había separado de los Pincheira. Pero el oficial agregó que ahora se había puesto en contacto con Yanquetruz, el cacique general de los ranqueles, a quien el Ejército de Buenos Aires, en particular el exgobernador, brigadier Juan Manuel de Rosas, quería destruir a toda costa. Rosas exigió a los demás boroganos, en especial al cacique Cañiuquir, que fuesen hasta los toldos de Mulato y le cortasen la cabeza. La expedición se hizo, pero los boroganos se volvieron sin encontrar a Mulato, y además manifestaron a Rosas que estaban arrepentidos de haberla hecho. Eso les valió el odio del caudillo federal, que desde entonces trató de usar contra los ranqueles a los boroganos y al mismo tiempo destruir también a éstos; es posible que eso haya causado también la masacre de Masallé, en la que Calfucurá, recién llegado desde Chile, masacró a Mariano Rondeau y a sus hombres.
De todos modos, su tío Mulato ya había muerto, en enero de 1834, por una epidemia de viruela.